# Måsjön, Jämtland
Måsjön är en sjö i Bräcke kommun i Jämtland och ingår i Ljungans huvudavrinningsområde. Sjön har en area på 0,664 kvadratkilometer och ligger 214 meter över havet. Sjön avvattnas av vattendraget Gimån.

## Delavrinningsområde
Måsjön ingår i det delavrinningsområde (696569-151236) som SMHI kallar för Utloppet av Måsjön. Medelhöjden är 259 meter över havet och ytan är 8,81 kvadratkilometer. Räknas de 270 avrinningsområdena uppströms in blir den ackumulerade arean 2 696,99 kvadratkilometer. Gimån som avvattnar avrinningsområdet har biflödesordning 2, vilket innebär att vattnet flödar genom totalt 2 vattendrag innan det når havet efter 130 kilometer. Avrinningsområdet består mestadels av skog (63 procent). Avrinningsområdet har 0,66 kvadratkilometer vattenytor vilket ger det en sjöprocent på 7,5 procent.